# Josef Vyleta
Josef Vyleta (23. září 1884 Peruc – 10. září 1959 Plzeň) byl 13. blovický starosta v letech 1919–1923.

## Biografie
Josef Vyleta se narodil 23. září 1884 v Peruci u Loun. Jeho otec Václav byl domkářem ve Struhařích a později železničním hlídačem na pražsko-duchcovské dráze. Po absolvování blovické měšťanské školy se vyučil v Plzni pekařem. Od roku 1907 pracoval jako vrchní pekař v blovické pekárně Josefa Karlíka. V roce 1908 se oženil s Annou, rozenou Zubrovou, a měli syna Josefa, který se narodil v roce 1910. Z druhého manželství s Marií Vrátníkovou z Hradišťského Újezda měl syna Miroslava. Dne 24. května 1919 se stal úředníkem a později ředitelem západočeských pekáren, kterým byl až do 1. října 1949, kdy odešel do důchodu. Josef Vyleta zemřel 10. září 1959 v Plzni ve věku 74 let.

## Politická kariéra
Již před první světovou válkou byl Josef Vyleta předsedou místní buňky sociálně demokratické strany v Blovicích. Dne 17. června 1919 vystřídal na starostenském postu advokáta Josefa Březinu. Pří příštích volbách, v roce 1923, byl však starostou zvolen Rudolf Homan a Vyleta se stal prvním náměstkem, kterým byl až do roku 1927, kdy se přestěhoval do Plzně.